# Sitzberg
Sitzberg ist ein Dorf in Höhenlage zwischen den Schweizer Kantonen Zürich und Thurgau.

## Geographie

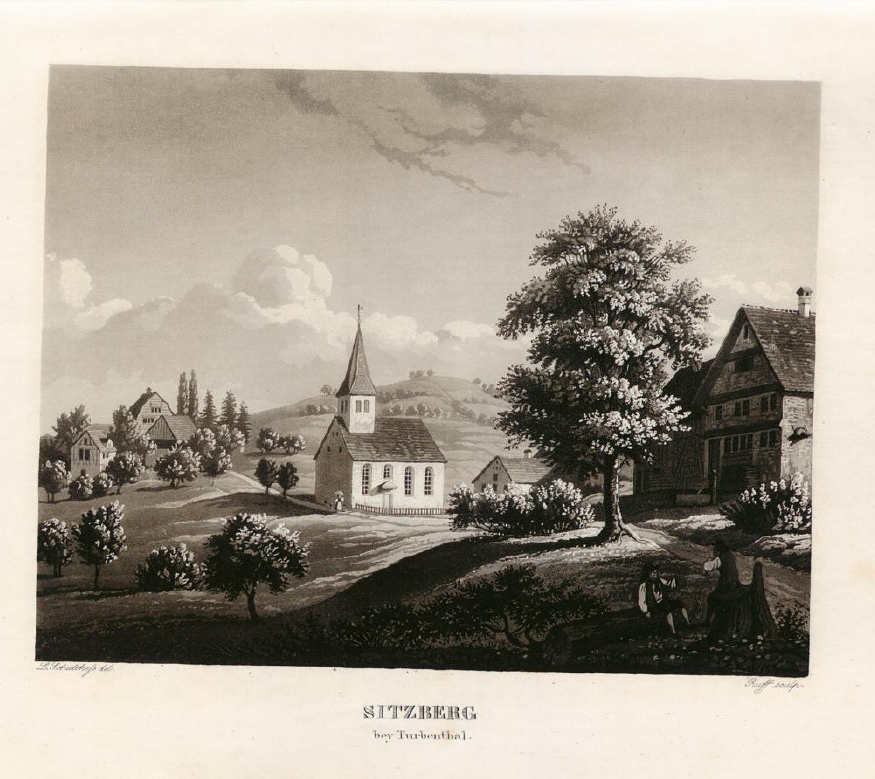
Sitzberg mit der kurz zuvor erbauten Kirche, Aquatinta von Ruff nach Ludwig Schulthess (1841)

Die ländliche Ortschaft liegt abseits der Hauptverkehrsachsen auf der Krete zwischen dem Zürcher Tössbergland (Gemeinde Turbenthal) und dem Thurgauer Tannzapfenland (Gemeinde Fischingen).
Die politischen Grenzen sind zugleich Konfessionsgrenzen: Während Turbenthal traditionell reformiert geprägt ist, gehört die Bevölkerungsmehrheit von Fischingen traditionell der katholischen Kirche an. Die Gemeinde- und Kantonsgrenze verläuft mitten durch den Ort, sodass auch die benachbarten zentralen Treffpunkte des Ortes trotz unmittelbarer Nachbarschaft in zwei Kantonen liegen: die reformierte Kirche auf Zürcher, das Gasthaus «Sternen» auf Thurgauer Boden.
Da Sitzberg nicht über ein eigenes Schulhaus verfügt, besuchen die Kinder die Schule im Weiler Schmidrüti.
Erreichbar ist Sitzberg über verschiedene Strassen, ausgehend von Wila, Bichelsee-Balterswil oder Dussnang.

## Geschichte
1413 wird der Ort unter dem Namen Siggisberg erstmals genannt. Nachdem der Ort zeitweise verlassen war, ist ab 1661 die Besiedlung wieder nachgewiesen. Noch 1813 umfasste er nur zwei Höfe. Mit dem Kirchenbau 1838 wuchs der Ort zu einem kleinen Zentrum der ihn umgebenden Streusiedlung heran.

## Kirche
Bereits im 17. und 18. Jahrhundert supplizierte die Bevölkerung von Sitzberg beim Zürcher Rat und erbat das Recht, eine eigene Kirche zu erbauen. Erst im Zuge der liberalen Regeneration wurde dieser Bitte 1836 entsprochen. Die einfache klassizistische Saalkirche mit Dachreiter wurde 1838 nach Plänen von Heinrich Heider erstellt und prägt bis heute das Ortsbild.
Berühmt ist vor allem die 22 Register umfassende Barockorgel des schwäbischen Orgelbauers Georg Friedrich Schmahl. Er hat das Instrument 1743 ursprünglich für die Katholische Kirche St. Alban in Laichingen auf der Schwäbischen Alb gebaut. Später gelangte es in die reformierte  Stadtkirche St. Georgen in Stein am Rhein und schliesslich 1897 nach Sitzberg. Es handelt sich um die einzige Barockorgel in einer reformierten Zürcher Kirche.

## Bilder

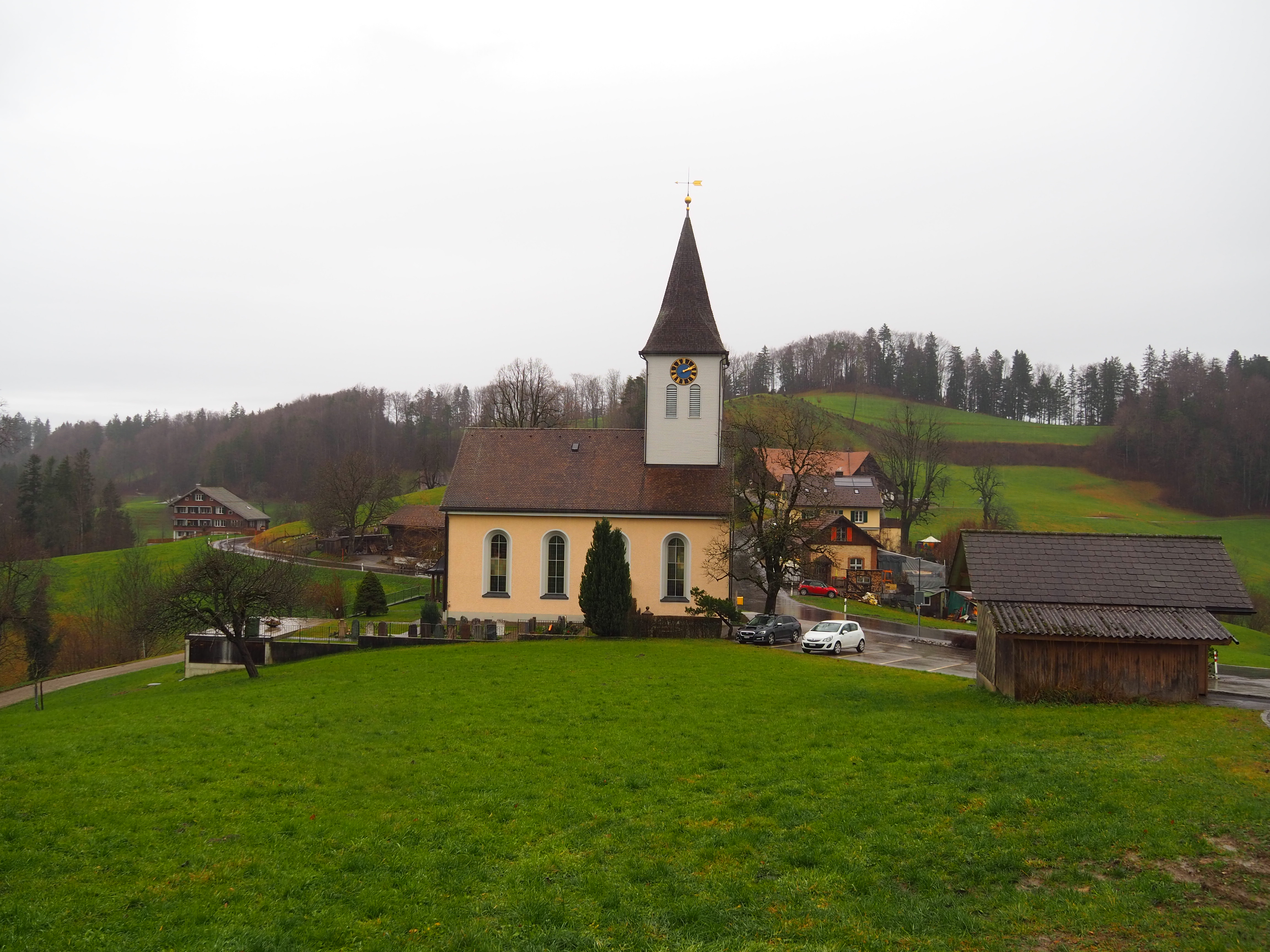
Der Zürcher Teil mit der Kirche von 1838
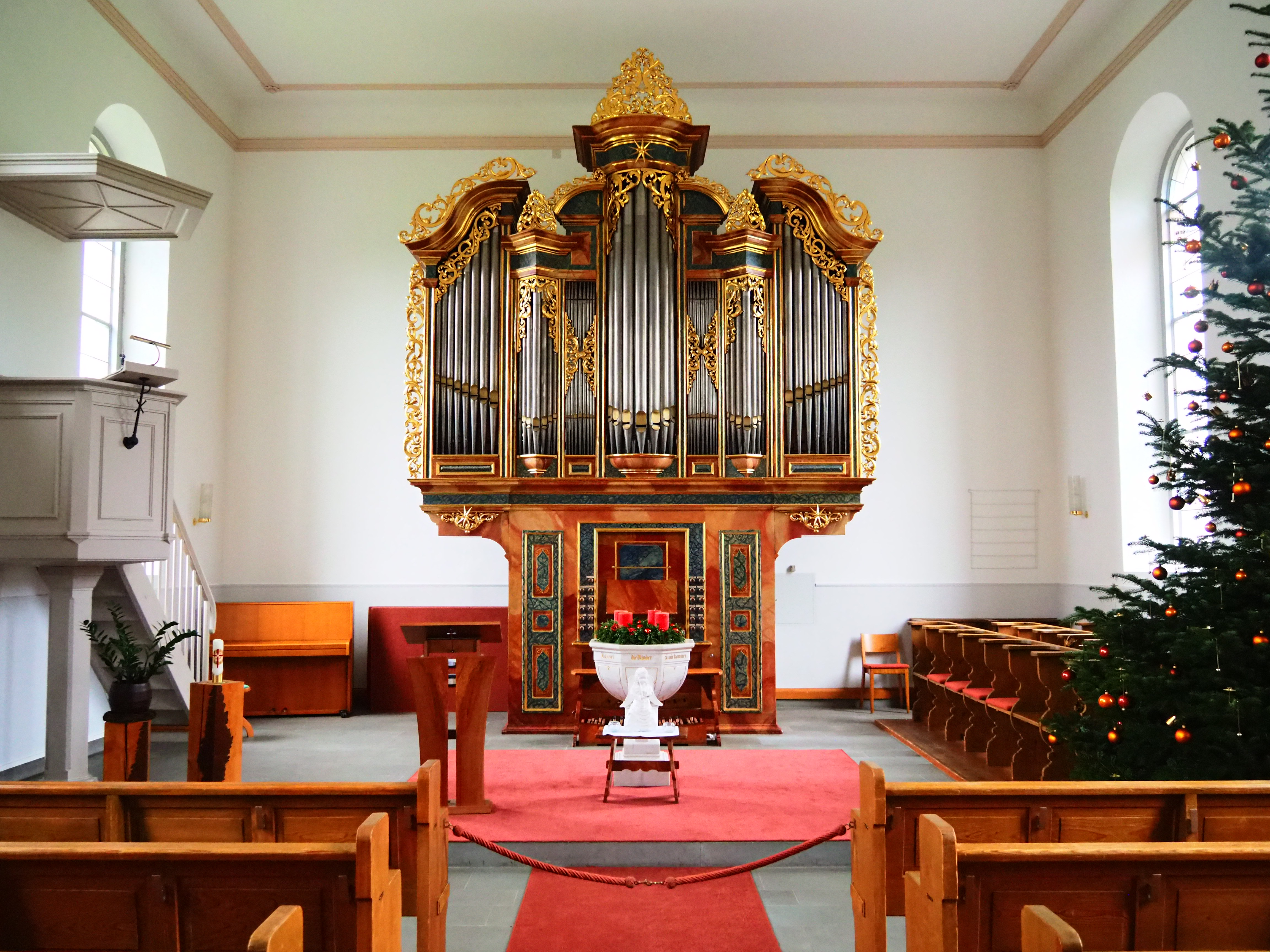
Innenraum der Kirche mit barocker Schmahl-Orgel von 1743
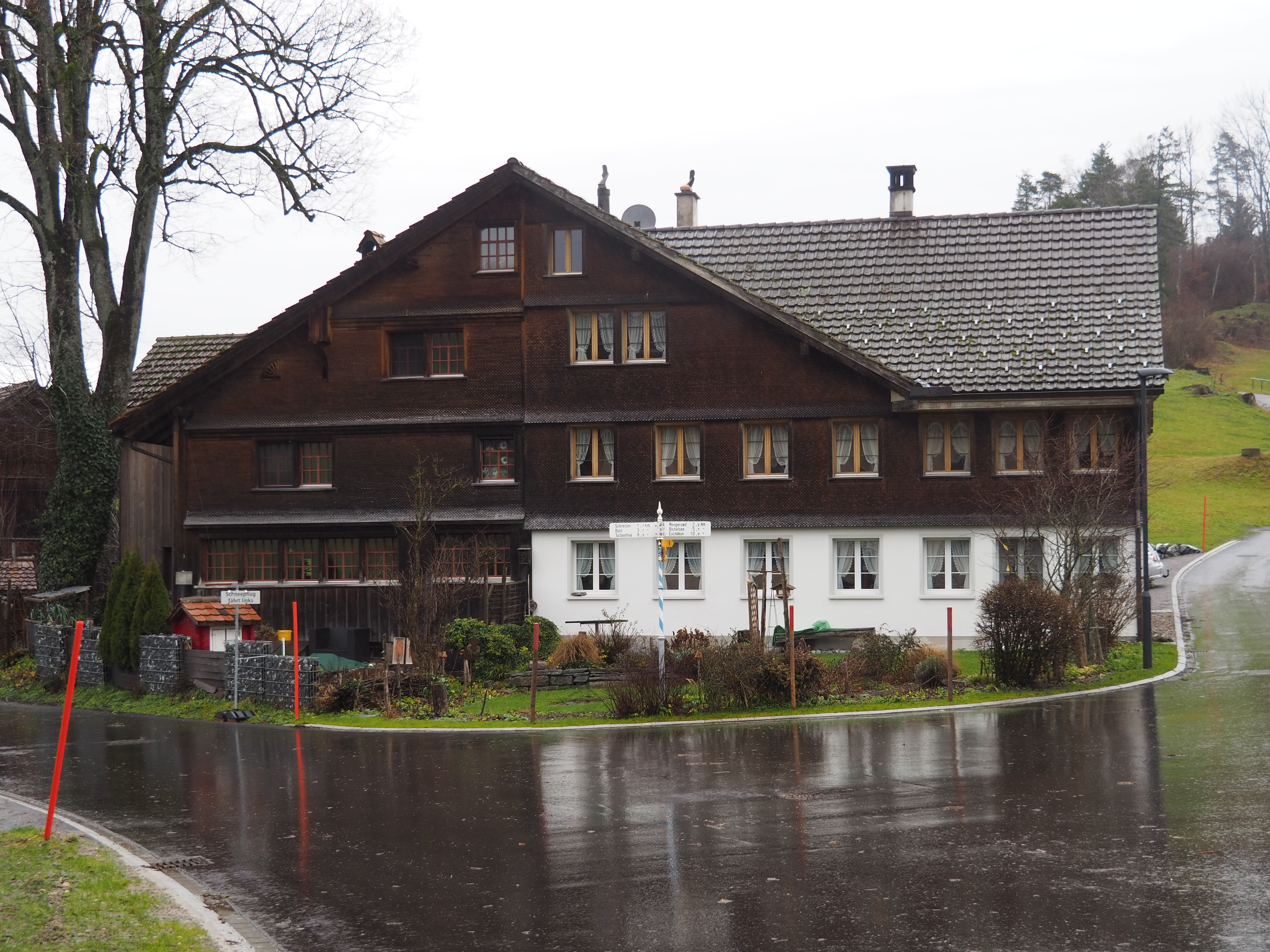
Doppelwohnhaus, im Kern aus dem 17. Jahrhundert
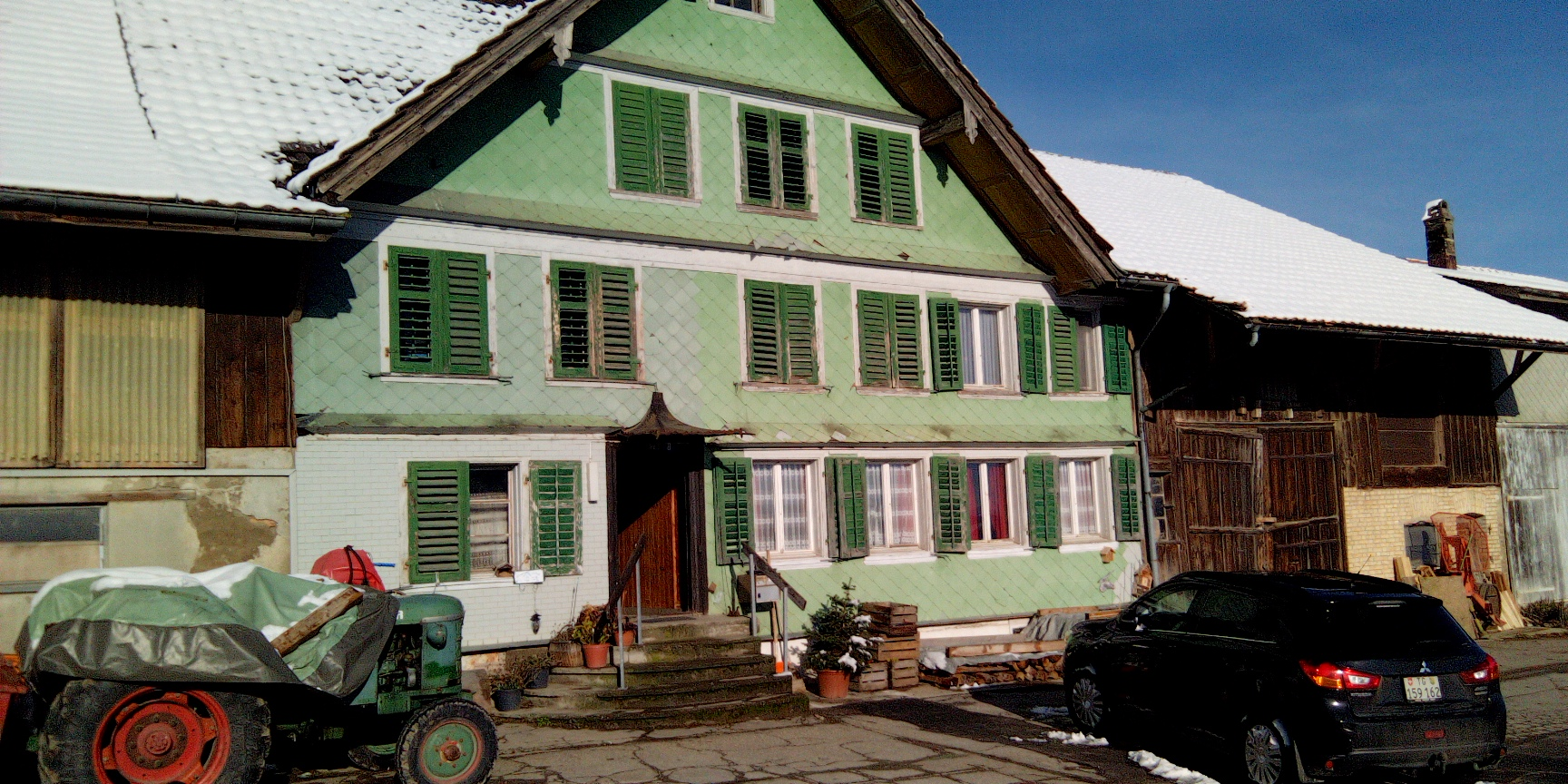
Hof «Unter Speck» im Thurgauer Teil, erbaut um 1900
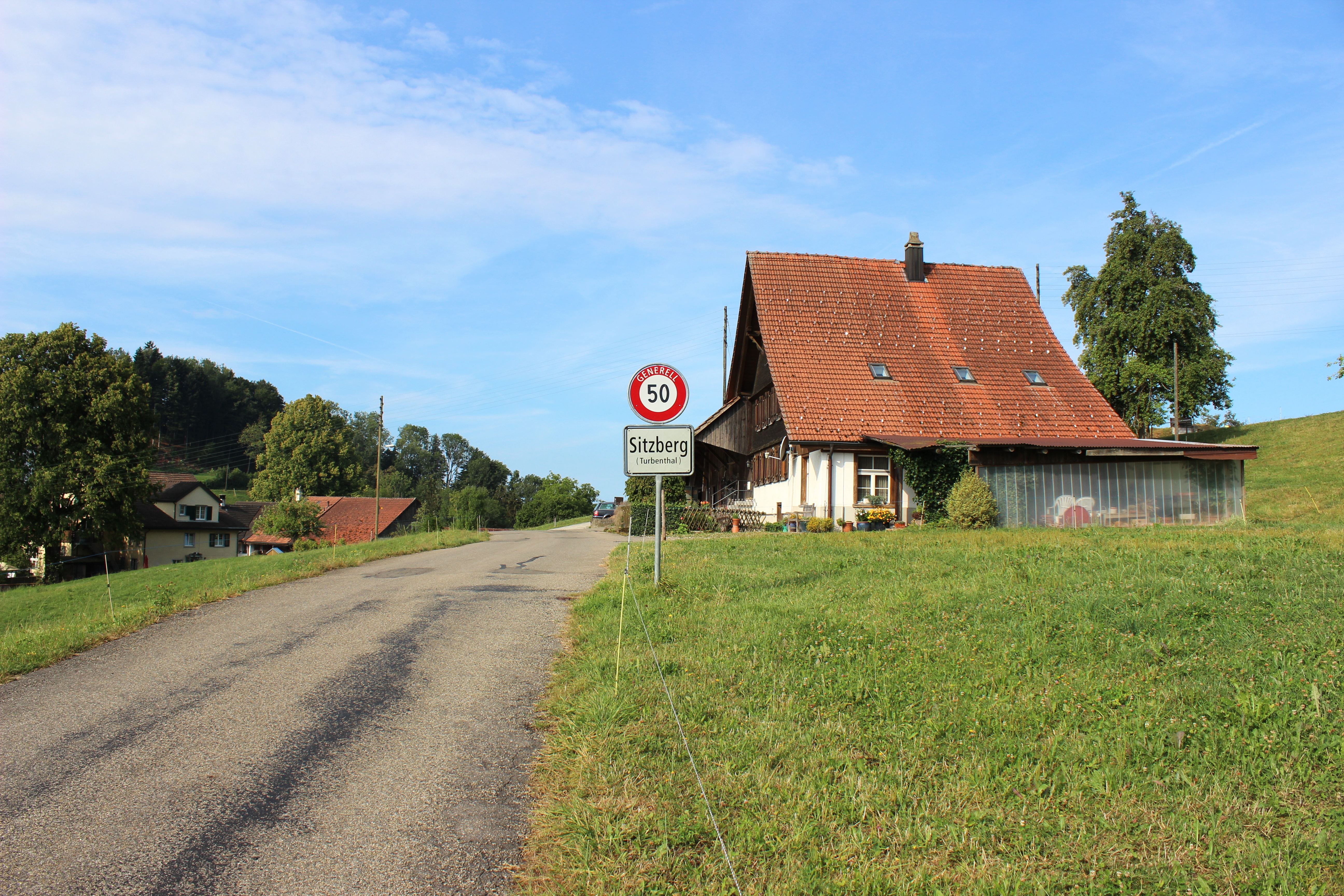
Ortseinfahrt auf der Rengerswilerstrasse